# دیوار کوه رحمت
دیوار کوه رحمت مربوط به دوره هخامنشی است و در شهرستان مرودشت، بخش مرکزی، دهستان کناره، ارتفاعات شمال غربی کوه رحمت واقع شده و این اثر در تاریخ ۱۸ شهریور ۱۳۸۷ با شمارهٔ ثبت ۲۳۴۲۸ به‌عنوان یکی از آثار ملی ایران به ثبت رسیده است.